# Max Wenke
Max Wenke, plným křestním jménem Maxmilián, (9. září 1926 Klatovy – 6. února 2017) byl český básník, lékař, výtvarník a spisovatel.

## Život
Navštěvoval gymnázium ve svém rodném městě. Po jeho dokončení pokračoval ve studiích na Lékařské fakultě Univerzity Karlovy v Praze, na které získal akademický titul doktora medicíny. Posléze získal též vědecký titul doktora věd. Věnoval se farmakologii, pro niž sepsal spolu se Sixtem Hyniem a Miroslavem Mrázem též učebnici.
Wenke byl členem České lékařské komory (ČLK). Žilv rodných Klatovech, kde psal básně, ale také překládal či maloval obrazy.

## Dílo
Příklady Wenkeho děl:
- WENKE, Max; HYNIE, Sixtus; MRÁZ, Miroslav. Farmakologie. 1. vyd. Praha: Avicenum, 1977. 499 s.